# Nello Giri
Nello Giri (* 1919 in San Marino; † unbekannt) ist ein ehemaliger san-marinesischer Radrennfahrer.

## Sportliche Laufbahn
Giri war im Straßenradsport und im Bahnradsport aktiv. Er gewann 1937 sein erstes Rennen als Amateur, nachdem er nach Frankreich übersiedelt war. Er wurde dort Berufsfahrer und bestritt unter anderem mit Lucien Michard als Partner Rennen im Zweier-Mannschaftsfahren und gewann einige Rennen wie den Gran Premio di Vienna. 1945 gewann er die erste Etappe des Circuit d’Indre. 1947 nahm er als Vertreter von San Marino an den Straßenradsport-Weltmeisterschaften in Reims teil. Das Profirennen konnte er nach einem Radschaden nicht beenden. Giri war der erste Radrennfahrer aus San Marino bei den Weltmeisterschaften im Radsport. 1938 bestritt er Paris–Roubaix, schied aber aus. Er startete in Frankreich, den Niederlanden, der Schweiz, Deutschland, Belgien und Ungarn und kam auf eine Bilanz von 20 Siegen in Radrennen. 
Seine Rennräder sind im „Museo dello Sport e dellâ Olimpismo“ des Nationalen Olympischen Komitees von San Marino ausgestellt.